# ایساک گاسپاریان

ایساک گاسپاری گاسپاریان (ارمنی: Իսահակ Գասպարյան؛  زادهٔ ۱۷ ژوئن ۱۹۰۲ - درگذشته ۱۹ سپتامبر ۱۹۶۲) فرد نظامی اهل ارمنستان بود.

## زندگی‌نامه
در ۱۷ ژوئن ۱۹۰۲ در سیند به دنیا آمد و از آکادمی نظامی ستاد کل نیروهای مسلح روسیه و مدرسه پیاده‌نظام سرگو ارژنیکیدزه باکو فارغ‌التحصیل شد. وی همچنین برنده نشان لنین، نشان پرچم سرخ، نشان ستاره سرخ، نشان سوورف (درجه دوم)، مدال دفاع از لنینگراد، روبان مدال به خاطر پیروزی مقابل آلمان در جنگ بزرگ میهنی (۱۹۴۵–۱۹۴۱)، مدال تسخیر برلین، مدال بزرگداشت ۲۵۰مین سالگرد لنینگراد شده است. وی در ۱۹ سپتامبر ۱۹۶۲ در سن ۶۰ سالگی در سوچی درگذشت .